# Enexis
Enexis Netbeheer is een Nederlandse netbeheerder die is voortgekomen uit Essent. Enexis Netbeheer verzorgt de distributie van energie in Noord-, Oost- en Zuid-Nederland. Enexis Netbeheer valt onder Enexis Groep, en zij had in 2023 zo'n 6000 werknemers en 5,2 miljoen klantenaansluitingen. In 2021 waren er 670.000 aansluitingen waarop energie wordt teruggeleverd, in 2017 waren dit er nog maar 216.000. In 2023 beheerde het bedrijf ongeveer 146.000 kilometer elektriciteitskabel en 46.000 km gasleiding.

## Activiteiten
De naam is een samentrekking van de woorden: ENErgiedistributie, X van “axis” of schakel, en InfraStructuur. Enexis Netbeheer beheert een deel van het elektriciteitsnetwerk en van het gasnetwerk in Nederland, met name in de provincies Groningen, Drenthe, Overijssel, Noord-Brabant en Limburg. Enexis Netbeheer is verantwoordelijk voor de aanleg, het onderhoud en het beheer van deze transport- en distributienetten voor elektriciteit, gas en warmte.
Enexis Netbeheer is een onafhankelijke netbeheerder in het kader van de in 1998 opgestelde Elektriciteitswet 1998. Enexis is financieel, organisatorisch en juridisch volledig afgescheiden van het moederbedrijf Essent. Enexis heeft een eigen Raad van Commissarissen. Op 1 juli 2009 is Enexis Holding N.V. opgericht en dat was de laatste fase in de juridische verzelfstandiging van het bedrijf.
De Nederlandse netbeheerders; Alliander, Enexis en Stedin, hebben met het energietransport, de aansluitdienst en de meetdienst, een exclusieve, wettelijke taak. Zij kunnen niet zelf de prijzen vaststellen van deze diensten. De toezichthouder Autoriteit Consument en Markt (ACM) stelt het maximale toegestane tarief vast. 
Per 1 januari 2016 hebben Alliander en Enexis Netbeheer energienetwerken uitgeruild. Enexis Netbeheer heeft energienetwerken in Friesland en de gemeenten Noordoostpolder en Urk uitgeruild met netwerken van Alliander in de regio Eindhoven en Zuidoost-Brabant (Endinet). Omdat Alliander meer aansluiting verkocht dan Enexis, betaalde Enexis per saldo € 365 miljoen aan Alliander.
In maart 2022 maakte Enexis de verkoop bekend van alle aandelen in Fudura, een dochteronderneming die bedrijven adviezen geeft over energiebesparingen en het terugdringen van de CO2-uitstoot. De kopers van Fudura zijn pensioenfonds PGGM en investeringsmaatschappij DIF Capital Partners. Fudura is een commercieel bedrijf.

### Resultaten
Over het jaar 2009 publiceerde de onderneming voor de eerste keer haar jaarcijfers na de afsplitsing van het productie- en leveringsbedrijf Essent. De omzet bedroeg € 1,36 miljard en de nettowinst € 263 miljoen (inclusief buitengewone baten). In de onderstaande tabel de belangrijkste financiële resultaten van Enexis sinds 2010. Het resultaat in 2020 werd gedrukt door hogere kosten van TenneT die pas later in de eigen tarieven van Enexis worden verrekend en door een belastingtegenvaller. In 2018 was de nettowinst juist extra hoog door een belastingmeevaller. In 2022 werd een grote incidentele winst van € 1,1 miljard behaald op de verkoop van Fudura B.V..
In 2023 is de netcapaciteit met 2,18 gigawatt uitgebreid. Er werd in totaal voor € 1214 miljoen geïnvesteerd in de uitbreiding en onderhoud van de netwerken, dat was een stijging van € 187 miljoen ten opzichte van 2022.
| Jaar | Netto omzet | Netto- resultaat | Dividend    | ROIC  | FTE’s |
| ---- | ----------- | ---------------- | ----------- | ----- | ----- |
| 2010 | € 1204      | € 194            | niet bekend | 7,6%  | 3718  |
| 2011 | € 1315      | € 229            | € 58        | 8,0%  | 3797  |
| 2012 | € 1367      | € 224            | € 115       | 7,5%  | 4072  |
| 2013 | € 1386      | € 239            | € 120       | 8,0%  | 4141  |
| 2014 | € 1402      | € 266            | € 133       | 8,1%  | 4161  |
| 2015 | € 1353      | € 223            | € 111       | 7,2%  | 4148  |
| 2016 | € 1376      | € 207            | € 103       | 5,6%  | 4229  |
| 2017 | € 1380      | € 207            | € 104       | 5,3%  | 4175  |
| 2018 | € 1445      | € 319            | € 103       | 6,1%  | 4167  |
| 2019 | € 1491      | € 210            | € 122       | 5,0%  | 4317  |
| 2020 | € 1516      | € 108            | € 75        | 3,3%  | 4767  |
| 2021 | € 1634      | € 199            | € 99        | 4,1%  | 4947  |
| 2022 | € 1705      | € 1300           | € 193       | 17,3% | 4794  |
| 2023 | € 2014      | € 72             | € 36        | 1,3%  | 5268  |

Enexis streeft ernaar om maximaal 50% van de nettowinst als dividend uit te keren, waarbij een minimumniveau van jaarlijks 100 miljoen euro wordt nagestreefd.

## Aandeelhouders
Alle aandelen van Enexis zijn in handen van vijf Nederlandse provincies en zo'n 88 gemeenten. De gemeenten in Noord-Brabant hebben 30,8% van de aandelen in handen en de provincie Noord-Brabant zelf 7,6%. De provincie en gemeenten in Limburg hebben tezamen ruim 25% van de aandelen en voor Overijssel ligt dit op 21%. De rest van de aandelen zijn in handen van Groningen, Drenthe, Friesland en Flevoland.